# Sissela Bok
Sissela Bok (nascuda Sissela Myrdal, Estocolm, 2 de desembre de 1934) és una filòsofa moral nord-americana nascuda a Suècia.
És filla de dos guanyadors del Premi Nóbel: Gunnar Myrdal, guanyador del premi d'Economia amb Friedrich Hayek en 1974, i Alva Myrdal que va guanyar el premi Nóbel de la Pau en 1982.
Bok va iniciar la seva formació a Suècia i Suïssa, continuant-la posteriorment als Estats Units. Es va titular en psicologia per la d'Universitat George Washington en 1957, obtenint un màster en psicologia clínica en 1958, i en filosofia per la Universitat Harvard en 1970 amb una dissertació sobre l'eutanàsia voluntària.
Ha exercit com a Professor de Filosofia a la Universitat Brandeis, i posteriorment al Centre Harvard per a l'Estudi de la Població i el Desenvolupament, Escola de Harvard de Salut Pública.
Està casada amb Derek Bok, qui fou president de la Universitat Harvard entre 1971 i 1991, i interinament entre 2006 i 2007. La seva filla, Hilary Bok, és també és filòsofa. Sissela Bok té un germà, Jan Myrdal, que és un escriptor polític i periodista.
Dennis Thompson, director del programa d'ètica professional de la Universitat Harvard, va dir d'ella que era una de les primeres persones a aplicar la filosofia als assumptes que ens preocupen en l'actualitat, i que era una pionera en el camp de l'ètica pràctica, també coneguda com a filosofia moral aplicada.
El 24 d'abril de 1991 va rebre el premi al Valor de la Consciència "per les seves contribucions a les estratègies de pacificació en la tradició de la seva mare".

## Llibres
- Lying: Moral Choice in Public and Private Life (Pantheon Books, 1978; Vintage paperback editions, 1979, 1989, 1999).
- Secrets: on the Ethics of Concealment and Revelation (Pantheon Books, 1982; Vintage paperback editions, 1984, 1989).
- A Strategy for Peace: Human Values and the Threat of War (Pantheon Books, 1989; Vintage paperback edition, 1990).
- Alva Myrdal: A Daughter's Memoir (Addison-Wesley, 1991; paperback edition 1992).
- Common Values (University of Missouri Press, 1995; paperback edition 2002).
- Mayhem: Violence as Public Entertainment (Perseus, 1998; paperback edition 1999).
- Euthanasia and Physician-Assisted Suïcidi, with Gerald Dworkin and Ray Frey (Cambridge University Press, 1998).
- Exploring Happiness: From Aristotle to Brain Science (Yale University Press, 2010).[4]